# 2004 VY130
2004 VY130, também escrito como 2004 VY130, é um objeto transnetuniano que está localizado no Cinturão de Kuiper, uma região do Sistema Solar. Este corpo celeste é classificado como um plutino, pois, o mesmo está em uma ressonância orbital de 2:3 com o planeta Netuno. Ele possui uma magnitude absoluta de 8,1 e tem um diâmetro estimado com 106 km.

## Descoberta
2004 VY130 foi descoberto no dia 9 de novembro de 2004 pelo Canada-France Ecliptic Plane Survey.

## Órbita
A órbita de 2004 VY130 tem uma excentricidade de 0,276 e possui um semieixo maior de 39,341 UA. O seu periélio leva o mesmo a uma distância de 28,499 UA em relação ao Sol e seu afélio a 50,184 UA.